# Olympische Jugend-Sommerspiele 2010/Badminton
| Badminton bei den I. Olympischen Jugend-Sommerspielen | Badminton bei den I. Olympischen Jugend-Sommerspielen |
| Olympische Ringe · Badminton                          | Olympische Ringe · Badminton                          |
| Informationen                                         | Informationen                                         |
| ----------------------------------------------------- | ----------------------------------------------------- |
| Teilnehmer:                                           | 64 Athleten                                           |
| Datum:                                                | 15. August–19. August                                 |
| Austragungsort:                                       | Singapore Indoor Stadium                              |
| Wettkampfort:                                         | Singapur                                              |
| Entscheidungen:                                       | 2                                                     |
|                                                       | Nanjing 2014 →                                        |
| Olympische Ringe                                      | Badminton                                             |

| Olympische Jugend-Sommerspiele 2010 (Medaillenspiegel Badminton) | Olympische Jugend-Sommerspiele 2010 (Medaillenspiegel Badminton) | Olympische Jugend-Sommerspiele 2010 (Medaillenspiegel Badminton) | Olympische Jugend-Sommerspiele 2010 (Medaillenspiegel Badminton) | Olympische Jugend-Sommerspiele 2010 (Medaillenspiegel Badminton) | Olympische Jugend-Sommerspiele 2010 (Medaillenspiegel Badminton) |
| Platz                                                            | Mannschaft                                                       | Goldmedaillen                                                    | Silbermedaillen                                                  | Bronzemedaillen                                                  | Total                                                            |
| ---------------------------------------------------------------- | ---------------------------------------------------------------- | ---------------------------------------------------------------- | ---------------------------------------------------------------- | ---------------------------------------------------------------- | ---------------------------------------------------------------- |
| 01                                                               | Thailand                                                         | 2                                                                | —                                                                | —                                                                | 2                                                                |
| 02                                                               | China                                                            | —                                                                | 1                                                                | —                                                                | 1                                                                |
| 0                                                                | Indien                                                           | —                                                                | 1                                                                | —                                                                | 1                                                                |
| 04                                                               | Südkorea                                                         | —                                                                | —                                                                | 1                                                                | 1                                                                |
| 0                                                                | Vietnam                                                          | —                                                                | —                                                                | 1                                                                | 1                                                                |

Bei den Olympischen Jugend-Sommerspielen 2010 in Singapur wurden vom 15. bis 19. August 2010 zwei Wettbewerbe im Badminton ausgetragen. Die Wettkämpfe fanden im Singapore Indoor Stadium statt.

## Spielablauf und Zeitplan
Zunächst wurden die 32 qualifizierten Spieler (in Jungen und Mädchen unterteilt) in acht Vorrundengruppen mit jeweils vier Spielern aufgeteilt, von denen jeweils nur der Gruppensieger die Endrunde, die mit dem Viertelfinale startete, erreichte. Die Vorrundenspiele wurden am 15. und 16. August ausgetragen. Die Endrunde wurde im K.-o.-System gespielt und vom 17. bis zum 19. August ausgetragen.

## Medaillengewinner

### Jungen

#### Einzel
| Platz | Land | Athlet           |
| ----- | ---- | ---------------- |
| 1     | THA  | Pisit Poodchalat |
| 2     | IND  | H. S. Prannoy    |
| 3     | KOR  | Kang Ji-wook     |
| 4     | MAS  | Loh Wei Sheng    |
| 5     | INA  | Evert Sukamta    |
| 5     | TPE  | Hsieh Feng-tse   |
| 5     | CHN  | Huang Yuxiang    |
| 5     | MAS  | Loh Wei Sheng    |

### Mädchen

#### Einzel
| Platz | Land | Athlet                  |
| ----- | ---- | ----------------------- |
| 1     | THA  | Sapsiree Taerattanachai |
| 2     | CHN  | Deng Xuan               |
| 3     | VIE  | Vũ Thị Trang            |
| 4     | GBR  | Sarah Milne             |
| 5     | NED  | Josephine Wentholt      |
| 5     | ESP  | Carolina Marín          |
| 5     | MAS  | Sonia Cheah Su Ya       |
| 5     | DEN  | Lene Clausen            |